# Авија BH-33
Авија BH-33 (чеш. Avia BH-33) је чехословачки ловачки авион, који је имао први лет авиона 1928. године.
Највећа брзина авиона при хоризонталном лету је износила 298 km/h. Практична највећа висина током лета је износила 8000 метара, а брзина успињања 594 метара у минути. Распон крила авиона је био 8,90 метара, а дужина трупа 7,22 метара. Празан авион је имао масу од 1117 килограма. Нормална полетна маса износила је око 1560 килограма. Био је наоружан са 2 предња митраљеза калибра 7,7 милиметара.

## Развој
Конструктори авиона су били Павел Бенеш и Мирослав Хајн. Авион је базиран на Авија  авиону, добио је јачи Бристол Јупитер мотор и низ измјена. Прототип је имао слабе особине и то је захтијевало даље измјене, у 2 идућа прототипа означена као BH-33-1. Чехословачко ратно ваздухопловство је наручило 5, белгијско 3, а пољско РВ 1 авион са лиценцом за 50, који су израђени под именом PWS-A и уведени у наоружање 1930.
Потпуни редизајн авиона са намјером да се побољшају особине је услиједио са верзијом Авија BH-33Е. 20 авиона је продато Војном Ваздухопловству Краљевине Југославије (ВВКЈ), са лиценцом за додатних 24, која је реализована у земунском Икарусу (Авиа BH-33 Y). Још једна верзија, Авија BH-33L са Шкода мотором је израђена за чехословачко РВ, 80 примјерака. Неки су кориштени до окупације Чехословачке 1938.

## Технички опис
Труп авиона Авиа BH-33Е је изведен као челична конструкција од челичних цеви прекривених платном. Попречни пресек трупа је био елипсаст. Отворени кокпит је позициониран тако да му се предња ивица поклапа са задњом ивицом горњег крила. Носач мотора је такође био изведен као метална конструкција а мотор је био обложен лименом облогом која је побољшава хлађење мотора.
У југословенску варијанту авиона BH-33E-SHS која се производила у земунској фабрици авиона Икарус уграђиван је мотор југословенске производње ИАМ К9 снаге 420KS.
Крила су била дрвене конструкције обложена платном, крила су имала облик правоугаоника са заобљеним крајевима. Доње крило је било дуже од горњег и на њему су се налазила закрилца. Крила су међусобно била повезана благо закошеним упорницама и облику латиничног слова N и затегама од челичне жице.
Стајни трап авиона је изведен као фиксан, имао је два точка међусобно повезана крутом осовином која је решеткастом конструкцијом направљене од челичних цеви у облику латиничног слова V, био причвршћен за труп авиона. На репу авиона се налазила еластична дрљача као трећа ослона тачка авиона.

## У борби
Чехословачки примјерци нису ни учествовали у борбама због предаје 1938. године. Пољски авиони су били замијењени пољским ловачким авионима прије рата 1939. Југословенски примјерци су кориштени за напредну обуку ловачких пилота. Два су уништена при нападу њемачких Месершмита Bf 109 на аеродром Никшић 1941. године, и оба храбра југословенска пилота су погинула приликом неравноправне ваздушне борбе са њемачким ловцима.
Преостале заробљене југословенске авионе Немци су предали Хрватима (квислиншкој „НДХ“), који су их користили као лаке јуришнике и извиђаче у нападима на партизане и цивилно становништво.

## Наоружање
| Наоружање авиона: Авија        |               |
| Ватрено (стрељачко) наоружање  |               |
| Топ                            |               |
| Митраљез                       |               |
| Број и ознака митраљеза        | 2 x Викерс () |
| Калибар                        | 7,7           |
| Бомбардерско наоружање (бомбе) |               |
| Ракетно наоружање (ракете)     |               |

## Земље које су користиле овај авион
| - Белгија - Чехословачка - Грчка - Пољска - Совјетски Савез - Краљевина Југославија - Италија | - Независна Држава Хрватска - Јапан - Нацистичка Немачка - Шпанија - Словачка - Летонија - Република Кина |